# Áfonya utcai barlang
Az Áfonya utcai barlang (írva olykor Áfonya utcai-barlang és számos más alakban) a Duna–Ipoly Nemzeti Parkban lévő Budai-hegységben, Budapest II. kerületében található egyik barlang. Magyarország megkülönböztetetten védett barlangjai között volt.

## Leírás
A Budapest II. kerületében elhelyezkedő József-hegy oldalában, az Áfonya utca 9. számú ház kertjében, elkerített és lezárt magánterületen van kiépített és vaslemez ajtóval lezárt bejárata. Közvetlenül az Áfonya utcáról lehet a bejáratához jutni. A barlangba 22 m hosszú, jó állapotú bejárati táró vezet. Eocén budai márgában a mélyből feltörő hévizek hatására jött létre a barlang. Gömbfülke, tört és omlott felületek, valamint gömbüstök figyelhetők meg benne.
A Duna–Ipoly Nemzeti Park Igazgatóság engedélyével tekinthető meg. Naponta maximum 4 csoport látogathatja. Egy csoport maximum 4 főből állhat.
Előfordul irodalmában Áfonya-barlang (Molnár 1975), Áfonya barlang (Németh 1975), Áfonya-utcai-barlang (Cserhalmi 1964), Áfonya-utcai barlang (Bertalan 1976), Áfonya utcai üreg (Bertalan 1976), Cserhalmi-barlang (Bertalan 1976) és Háztáji-barlang (Leél-Őssy 1995) neveken is. 1983-ban volt először Áfonya utcai-barlangnak nevezve a barlang az irodalmában.

## Kutatástörténet
1963-ban a Vámőrségi Barlangkutató Csoport tagjai Cserhalmi László bejelentése alapján az Áfonya utca 9. számú ház kertjében 25 m-re hatoltak egy barlangba a barlangbejárat kibontása után. Az 1964. évi Karszt- és Barlangkutatási Tájékoztatóban lévő és Cserhalmi László által írt jelentésben az olvasható, hogy 1962. december elején Cserhalmi László súlya miatt a házuk egyik kerti útján beroskadt a föld, és tölcsér alakú gödör alakult ki, amelynek alján kb. 1,5 m átmérőjű lyuk volt. A lyukon keresztül gyanítani lehetett, hogy ott üreg van. 0,5 m-es mélyítés után 1963. május 2-án sikerült bejutni az üregbe. A bejárati folyosó iránya ÉK–DNy. Első dolga volt biztonságos ácsolatot építeni, hogy a bejáratnál az esetleges további omlást elkerülje.
A bejáratra megbízhatóan zárható ajtót készített, hogy biztonságos legyen a barlang. A bejárat ott alakult ki, ahol a felszín és a barlang között a legkisebb volt a rétegvastagság. Felső oligocén budai márgában található a barlang. Aragonit és hévizes keletkezésű gömbfülkék vannak benne. Cserhalmi László talált falról levált olyan szikladarabot, amelyen párhuzamos, 1 cm mély és korrodált barázdák vannak. Elkészítette a barlang térképét, és szpeleográfiai terepjelentéssel együtt leadta a Magyar Karszt- és Barlangkutató Társulat Dokumentációs Bizottságnak. Megtudta, hogy közvetlen környékén 1933 körül házépítés közben találtak néhány méter hosszú üregeket, amelyekben nagy gömbfülkék voltak. A házat ráépítették.
A környéki barlangok térképeit tanulmányozva arra a megállapításra jutott, hogy a fő törésirányokban szabályos ismétlődés van az irányokat tekintve. Eszerint a barlangjárat ÉNy-i végétől nem messze törésvonalnak kell lenni. Ha ez igaz, akkor az eddig ismert rész mellékág, és ennek bontásával be lehet jutni a barlang főágába. Tehát egy nagyobb kiterjedésű barlangra lehet számítani. A barlangbejárat a háztól D-re 4,2 m-re van. A bejáratnál a felszín és a barlang közötti rétegvastagság 1,5 m, a folyosó ÉNy-i végénél meghaladja a 6 m-t. A barlangban jól láthatók a hévizes oldási nyomok. Kis mértékben karsztosodási nyomok is észlelhetők: kb. 2 mm vastag cseppkőréteg 1 m²-nyi felületen. A barlang 28 m hosszú, amelyből kb. 19 m hossz állva járható.
A levitt szerves anyagon (deszkán) kb. 3–4 hónap alatt 10–12 cm hosszú, ősz szakállhoz hasonló penészgomba nőtt. Az ácsolati deszkán, közel a felszínhez kb. 3 mm-es piros törzsű és fejű gomba nőtt. A barlang 49,5 m² alapterületű és 44,55 m³ térfogatú. A levegő hőmérséklete a bejárattól 4 m-re 15 °C, a legtávolabbi ponton 17 °C, amikor a felszínen −4 °C volt. A jelentéshez mellékelve lett a barlang 1963-ban készített alaprajztérképe és hosszmetszettérképe. A térképek 1 : 200 méretarányban szemléltetik a barlangot. Az 1964. évi Karszt és Barlangban napvilágot látott hír szerint a barlang felmért hossza 28 m, amelyből 19 m embermagasságú. Az 1975. évi MKBT-beszámolóban kiadott, a BSE Természetjáró Szakosztály Barlangkutató Csoport 1974. évi tevékenységéről szóló jelentés szerint a csoport később folytatná és befejezné a csoport által az Áfonya-barlangban elkezdett munkát.
A csoport 1975-ben feltáró munkát végzett a Budapest II. kerületében lévő Áfonya utca 9. szám alatti Áfonya-barlangban. A barlangra 1974-ben a Delfin búvárcsoport hívta fel a figyelmét. A barlang fő részét kb. 6 m magas, 2–3 m² keresztmetszetű oldalkupolában végződő kürtő alkotja. Kb. 4 m a kupola feletti márgaréteg vastagsága. A Molnár János-barlanggal feltételezett összefüggés és a felszínhez közeli nagy oldásforma miatt képződményekben gazdag fülkesorozatokra számított a csoport. Az év elején a régi bejárat balesetveszélyessége és a könnyebb, gyorsabb törmelékkihordás miatt a bontás alatt álló kürtő felett aknát nyitott, majd azt lezárta betonkeretbe foglalt ajtóval. Felgyorsult a csoport munkája, kb. 2,5 m²-en 2–3 m-rel süllyesztette a kürtő törmelékszintjét. A munkát nagyon akadályozta, hogy a lakókkal megbeszélt helyen tudta az udvaron a törmeléket felhalmozni. Itt 5–6 m³-nél nagyobb mennyiség nem gyűlhetett össze. Az OTVH segítségével sikerült a törmeléket elszállíttatni egyszer.

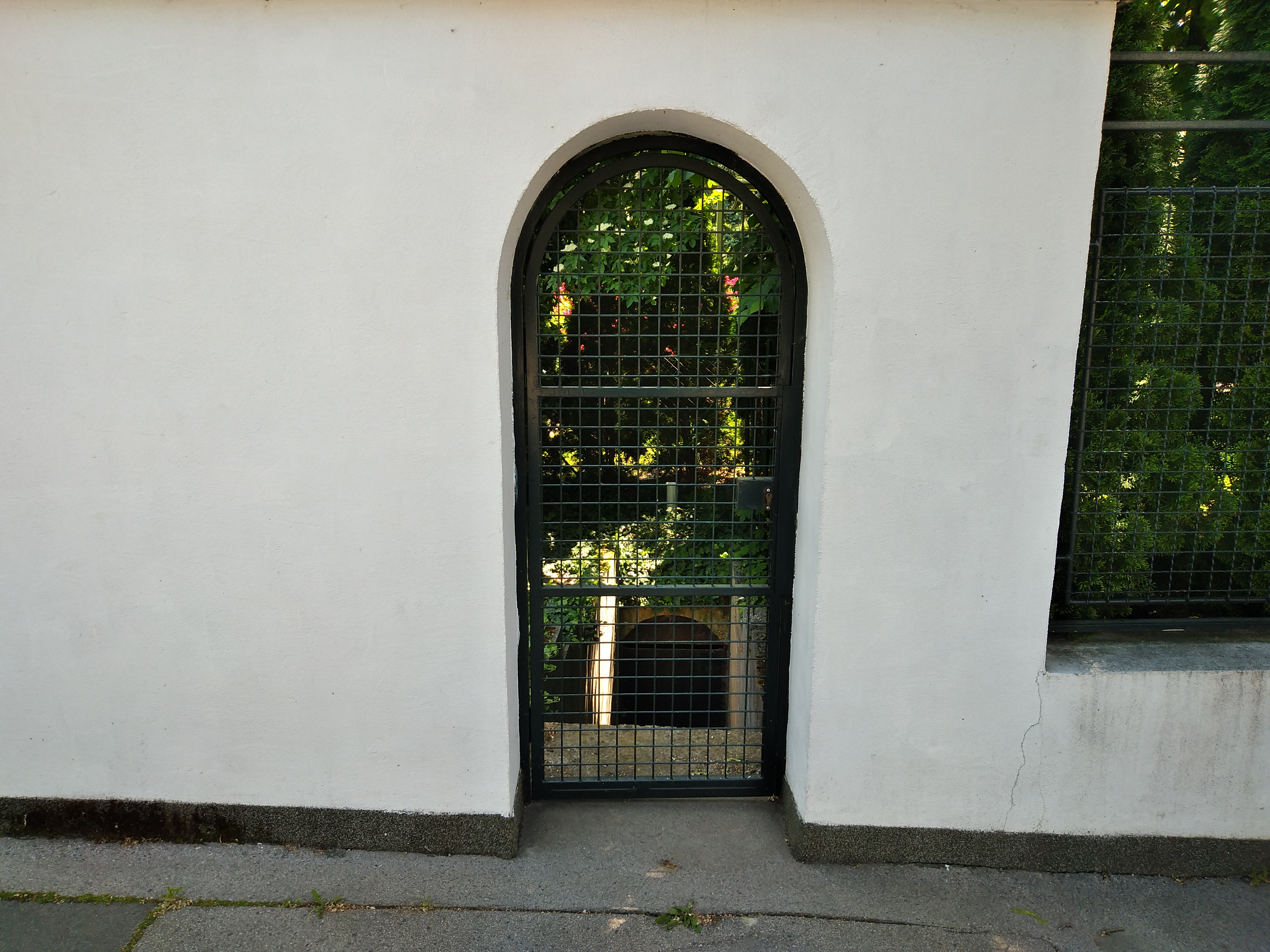
A barlang bejáratának előtere

1976-ban a csoport csak ötször dolgozott feltáráson a barlangban. Ennek leginkább az volt az oka, hogy nehéz volt a törmeléket elhelyezni, valamint elszállítani. 275 órányi munkával, alkalmanként átlag 10 fő részvételével, kb. 10 m³ kitöltést hordott felszínre. A legtöbb törmeléket a régi bejárat betömésére és balesetveszélyességének megszüntetésére használták fel a csoport tagjai. Kisebb részét a kertben, a lakók által engedett helyen gyűjtötték. Ezt a törmelékhalmot a ház tatarozásán dolgozó HKI mint saját törmelékét szállította el. Több kitöltést nem szállíthattak a tagok felszínre addig, amíg annak rendszeres elszállítása nincs megoldva. A törmelékdomb csúfítja a kertet, ezért nyugtalanítja az ott lakókat a bizonytalan elszállítás. 1976-ban a csoport megrajzolta a barlang térképvázlatát, amely a barlang alaprajzát, hosszmetszetét és két keresztmetszetét mutatja be.
Az 1976. évi MKBT-beszámolóban napvilágot látott csoportjelentésben az olvasható, hogy a Budapest II. kerületében lévő Áfonya utca 9. számú ház kertjében, kb. 15 mBf magasságban, alsó oligocén budai márgában helyezkedik el a barlang, amely egy É–ÉK irányú és keskeny, majdnem ellipszis alakú, lefelé tölcsérszerűen táguló kürtő. A kürtő fő része (felső, felszínhez közeli része) szélesebb és kupolában ér véget. A kupola részben oldás, részben omlás miatt létrejött kb. 1 m átmérőjű gömbsüveg. Az omlás a majdnem vízszintes repedések és a márga 20–50 cm-es táblákban történt elválása, felboltozódás miatt keletkezett. A kupola felett a felszínhez közeledve egyre nagyobb ez az összetöredezettség. Ez látható volt a kibontott, kupola melletti mesterséges aknában és az eltömött járatrészekben is. A kertben több beszakadás volt, amiket a lakók mindig feltöltöttek. Ezek valószínűleg kis forráskürtők beszakadásaiból és azok kitöltő anyagának megsüllyedésétől alakultak ki.
Az Áfonya-barlang természetes bejárata a nagyon töredezett kőzetű, a környező fák gyökereitől szétroncsolt járat mennyezetének beszakadásakor jött létre. A mellékelt térképvázlatok által szemléltetett részt 1974-ben és 1976-ban az omlásveszélyes mennyezet miatt tömte be a csoport. A barlangban az apró farkasfog kalcitkristályokon és némi limonitkiváláson kívül csak barlangi agyagkitöltés van jelen, amely helyenként szürke vagy vörös színű, és néhol márgásabb összetételű. A barlang szellőzése ebből a szempontból viszonylag csekély (18 m-es) mélysége és szűk keresztmetszete miatt nagyon lassú. A levegő hőmérséklete a felszíni hőmérséklet és páratartalom hatására 5–10 °C között ingadozik. Sokáig tartó eső után a töredezett mennyezetről hosszú ideig csepeg a leszivárgott víz.
Az Áfonya utcai barlang a Pál-völgyi-barlanggal, a Mátyás-hegyi-barlanggal, a Ferenc-hegyi-barlanggal és a Szemlő-hegyi-barlanggal ellentétben alsó oligocén budai márgában kezdődik és abból nyílik, míg a többi, fent felsorolt barlang felső eocén bryozoás márgában. Rétegtani megfigyelések alapján a barlang környékén a budai márga lepusztulásos üledékhézaggal települ a felső eocén nummuliteszes-discocyclinás mészkőre, tehát a bryozoás márga kimarad. Ez befolyásolhatja a barlang keletkezését. A környéken max. 10–15 m-es térképező fúrások mélyültek, így csak a rétegek települési adataiból (rétegdőlés) lehet következtetni a mészkő felbukkanásának feltételezhető mélységére. Ez későbbi feladat lesz. A kiadványhoz mellékelve lett a barlang 1976-ban rajzolt térképvázlata. Az 1976. évi MKBT-meghívóban közölt lista alapján 1976-ban a BSE Barlangkutató Csoportnak volt kutatási engedélye a Rózsadombon lévő Áfonya-barlang kutatásához.
Az 1976-ban befejezett, Magyarország barlangleltára című kézirat szerint a Budai-hegyekben, a Budapest II. kerületében lévő Szemlőhegyen található Áfonya utca 9. számú ház telkén található Áfonya utcai barlang további nevei Áfonya utcai üreg és Cserhalmi-barlang. Bejárata kb. 2 m átmérőjű és 2 m mély beszakadás, amely az egyik kerti út mellett, a háztól D-re 4,5 m-re és nagy jegenyefa tövében helyezkedik el. A barlang aknaszerű bejárattal nyíló folyosó és 27,5 m hosszú, 4–5 m mély. Magánterületen lévő és helyi jelentőségű barlang, amelynek tervezve van biztonságos lefedése. A kézirat barlangra vonatkozó része 1 publikáció alapján lett írva. 1977-ben a BSE Barlangkutató Csoport nem tudott feltáró munkát végezni a barlangban, de vaslétrát helyezett el a barlang bejárati aknájában. Ebben az évben a csoport megrajzolta a barlang térképét.

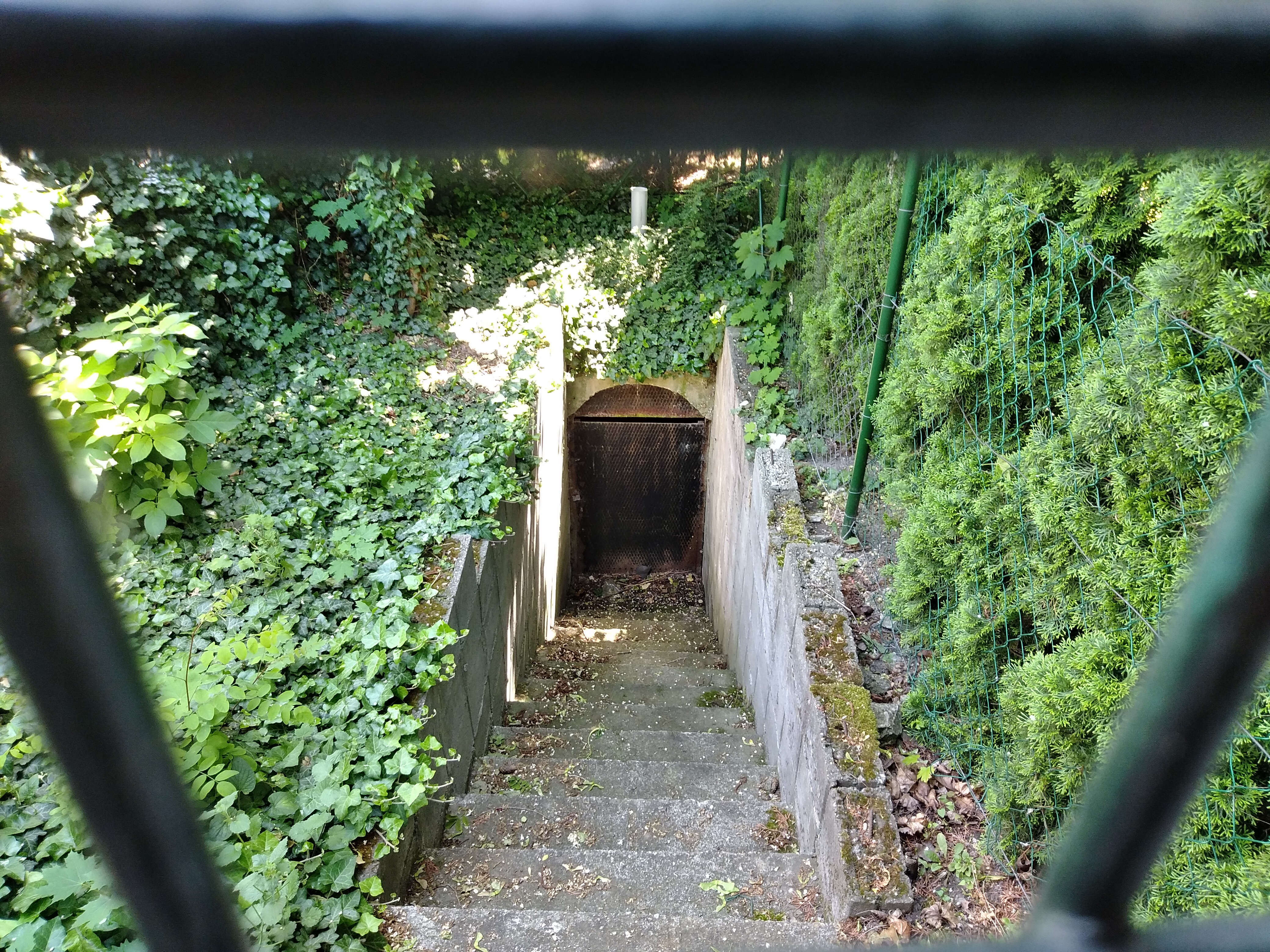
A barlang bejárata

A feltárást a kihordott törmelék elhelyezésének, elszállításának nehézsége akadályozta. A másik probléma az volt, hogy a csoport nem tudott ácsolni. Az 1977. évi MKBT-beszámolóban meg lett ismételve az 1976. évi MKBT-beszámolóban megjelent barlangleírás azzal a különbséggel, hogy a barlang nem kb. 15 mBf magasságban, hanem kb. 215 mAf magasságban helyezkedik el. 1978-ban a csoport azért nem tudta folytatni a barlang feltárását, mert nem kapott kutatási engedélyt, bár a Barlangtani Intézet feltételeinek eleget tett. A tagok elintézték, hogy a barlangból kitermelendő törmelék folyamatosan el legyen szállítva. Év elején készült egy térkép, amely a barlangot ábrázolja. 1979-ben a csoport elkezdte a barlangban a feltételezett forráskürtő felett a szintsüllyesztést. Beácsolta az egész szelvényt az omlás elkerülése végett.
Októberben a bejárattól kb. 20 m mélységben kis gömbfülkéket fedeztek fel. A barlangban kb. 24-szer dolgozott a csoport. Egy alkalommal általában 5 fő dolgozott. 1980-ban a csoport egyszer volt a barlangnál, és felújította a barlang bejárati ajtaját. Az 1981. évi MKBT-beszámolóban lévő csoportjelentés szerint a barlangon belüli, tervezett törmelékátmozgatás elhamarkodott volt. A többéves ácsolat további anyagátmozgatást már nem bírna el néhány évig, amíg végleges törmelékfogó megoldást lehetne alkalmazni. A felszínre hordott kitöltés eltüntetését csak konténerrel és rendszeres elszállítással lehet megoldani, amire az év elején nem volt meg a szükséges anyagi fedezet (50–60 ezer Ft). 1981-ben a csoport tervezte, hogy 1982-ben hétvégente a barlangban feltáró munka során áthalmozza a törmeléket és feltölti a felszín alatt 1–1,5 m-re húzódó, omlásos járatokat. 1982. december 31-én a BSE Barlangkutató Szakcsoport kutatási területe volt az Áfonya-barlang.
1983-ban ácsolatmegerősítési munkát végeztek benne a csoporttagok. Az 1983. évi MKBT-beszámolóban napvilágot látott és Kraus Sándor által írt jelentésben az olvasható, hogy egyetlen jelentős barlangcsoport van a hegy tetején, az Áfonya utcai barlang, amely jelenleg két beszakadás. A közeli József-hegyi kilátó forrásmészköve valószínűsíti, hogy ezek feltörési csatornák voltak. Kár, hogy fenntartás nélkül betemetődnek majd. Az 1984-ben kiadott, Magyarország barlangjai című könyv országos barlanglistájában szerepel a Budai-hegységben lévő barlang Áfonya utcai barlang néven Cserhalmi-barlang névváltozattal. A listához kapcsolódóan látható a Dunazug-hegység barlangjainak földrajzi elhelyezkedését bemutató 1 : 500 000-es méretarányú térképen a barlang földrajzi elhelyezkedése. Az 1987. évi MKBT központi kutatótábor egyik tervezett kutatási helyszíne volt.
A kutatótábor tájékoztatójában van egy ábra, amelyen megfigyelhető, hogy a budai barlangok közül néhány, pl. az Áfonya utcai barlang mekkora tszf. magasságban helyezkedik el, illetve ezeknek a barlangoknak mekkora a függőleges kiterjedése. Az 1987. évi Karszt és Barlangban megjelent beszámolóban látható egy helyszínrajz, amelyen a központi tábor tervezett munkahelyeinek elhelyezkedése figyelhető meg. A helyszínrajzon jelölve van az Áfonya utcai barlang helye. Az 1995. évi Földtani Közlönyben publikált és Leél-Őssy Szabolcs által írt tanulmányban az van írva, hogy az 1970-es években már hosszabb kutatások is történtek a Rózsadombon és környékén, például az Áfonya-barlangban, amelynek másik neve Háztáji-barlang, de átütő felfedezés nem történt.
Az 1960-as évek elején az Áfonya utca 9. kertjében a házban lakó barlangkutató, Cserhalmi László bejutott egy természetes barlangüregbe. Az 1984-ben, a Józsefhegyi út 20. kertjében történt csőtörés összedöntötte ezt az aknát. A BSE barlangkutatói az 1970-es években ezt tovább kutatták, és kutatóaknával sikerült lejutniuk kb. 40 m mélyre a budai márga agyagos kifejlődésében. A barlangban a csőtörések miatti kimosás és rombolás a természeti-antropogén folyamatok figyelmeztető példája. A tanulmányhoz mellékelve lett a Rózsadomb és környéke barlangjainak helyszínrajza, amelyen jelölve van a barlang helye.
A 2006. évi MKBT központi kutatótábor egyik tervezett kutatási helyszíne volt a barlang, amely jelentős levegőmozgással jellemezhető, ígéretes bontáspont. A Duna–Ipoly Nemzeti Park Igazgatóság működési területén, a Budai-hegységben elhelyezkedő, 4762/69 kataszteri számú Áfonya utcai barlang 2006. február 28-tól, a környezetvédelmi és vízügyi miniszter 8/2006. KvVM utasítása szerint, megkülönböztetett védelmet igénylő barlang. A 2016. évi Névtani Értesítőben publikált tanulmány szerint az Országos Barlangnyilvántartás a magyar állami természetvédelem hivatalos honlapján is megtalálható, ahol a helyesírás esetleges, pl. Áfonya-utcai-barlang.